# Elizabeth Bishop
Elizabeth Bishop (ur. 8 lutego 1911 w Worcester, zm. 6 października 1979 w Bostonie) – amerykańska poetka, tłumaczka, powieściopisarka, uważana za jedną z najważniejszych poetek anglojęzycznych XX wieku.
W dzieciństwie opiekowali się nią dziadkowie i ciotki (straciła ojca w wieku 8 miesięcy, a jej matka była chora psychicznie). W latach 1929–1934 studiowała w Vassar College, gdzie poznała Marianne Moore. Po studiach zaprzyjaźniła się m.in. z czołowym poetą nurtu konfesyjnego, Robertem Lowellem, który wywarł na nią wielki wpływ. 
Debiutowała w 1946 roku tomem North & South.
W 1956 roku otrzymała Nagrodę Pulitzera za tom North & South – A Cold Spring. W późniejszych latach otrzymała większość najważniejszych amerykańskich nagród literackich, łącznie z National Book Award. 
Przez całe dorosłe życie podróżowała, mieszkała m.in. w: Nowym Jorku, Paryżu, San Francisco, Meksyku. Szesnaście lat spędziła w Ouro Preto w Brazylii ze swoją partnerką Lotą de Macedo Soares, potem powróciła do Bostonu, gdzie mieszkała do końca życia. Zmarła w 1979 roku z powodu tętniaka. 

## Dzieła

### Poezja
- North & South 1946
- North & South - A Cold Spring 1955
- Questions of Travel 1965
- The Complete Poems 1969
- Geography III 1976
- The Complete Poems 1927-1979 1983

### Inne
- The Diary of Helena Morley 1957
- Three Stories by Clarice Lispector 1964
- Ballad of the Burglar of Babylon 1968 (dla dzieci)
- One Art 1994 (listy)
- Exchanging Hats 1996 (malarstwo)

### Polskie tłumaczenia
- 33 wiersze (tł. Stanisław Barańczak) 1995
- Wiersze (tł. Andrzej Sosnowski) w: Literatura na Świecie 3/1994, 12/2000
- Santarem (wiersze i trzy małe prozy)[1] 2018